# Distretto di Kočkor
Il distretto di Kočkor (in kirghiso Кочкор району?, Koçkor rayonu) è un distretto (raion) del Kirghizistan con  capoluogo Kočkor.